# Vittoria Accoramboni

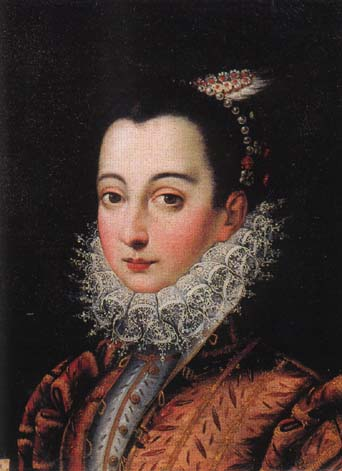
Vittoria Accoramboni, Porträt von Scipione Pulzone

Vittoria Accoramboni (* 15. Februar 1557 in Gubbio, Kirchenstaat; † 22. Dezember 1585 in Padua, Republik Venedig) war eine italienische Adlige. Ihre Lebensgeschichte weckte viel zeitgenössisches Interesse und bildete später u. a. die Vorlage für das Theaterstück The White Devil von John Webster und für den Roman Vittoria Accorombona von Ludwig Tieck sowie den Roman Das Idol von Robert Merle.

## Leben
Vittoria war das zehnte Kind in einer wohlhabenden, aber unbekannten Familie, die hoffte ihre Stellung zu verbessern, indem sie Vittoria, die für ihre Schönheit und Intelligenz bekannt war, mit einem einflussreichen Mann verheiratete. 1573 wurde sie mit Francesco Peretti verheiratet, einem Neffen von Kardinal di Montalto, der als möglicher Papstkandidat galt. Mit Hilfe von Peretti wurde Vittorias Bruder Marcello zum Kämmerer von Paolo Giordano I. Orsini, des mächtigen Herzogs von Bracciano, ernannt. Dessen Frau Isabella de’ Medici starb 1576, nach späteren Gerüchten von ihrem Mann wegen ihrer angeblichen Untreue ermordet. Marcello hoffte, den Herzog für seine Schwester zu interessieren, und als sich herausstellte, dass Bracciano in sie verliebt war, ließ Marcello – möglicherweise allein oder mit Hilfe des Herzogs – Francesco Peretti im Jahr 1581 ermorden.
Vittoria heiratete Bracciano bald darauf in einer privaten Zeremonie. Wegen ihres Widerstandes gegen Papst Gregor XIII. wurde sie für eine Weile inhaftiert, musste aber wegen des öffentlichen Drucks wieder freigelassen werden. Sie und Bracciano wurden erneut verheiratet und lebten bis 1585 in Rom, wo Kardinal di Montalto zum Papst Sixtus V. gewählt wurde. Da sie befürchteten, dass der Papst Rache für den Tod seines Neffen nehmen würde, flüchteten sie nach Salò in die Republik Venedig, wo Bracciano im November starb.
Vittoria ging bald darauf zu ihrem Elternhaus in Padua, wo sie von Ludovico Orsini, einem Verwandten von Bracciano, empfangen wurde, der im Namen der Familie Orsini und insbesondere des Herzogsohnes entsandt worden war, um einige Fragen bezüglich des Testamentes zu klären. Es wird angenommen, dass er einen persönlichen Hass auf sie hatte, aber wahrscheinlich waren einige Streitigkeiten wegen des Testamentes der Grund, dass er beschloss, sie ermorden zu lassen. Einige Nächte später brach eine Gruppe von Männern, die von Ludovico angeheuert worden war, in ihr Haus ein und erstach sie. Er und seine Komplizen wurden anschließend hingerichtet.